# Bulino

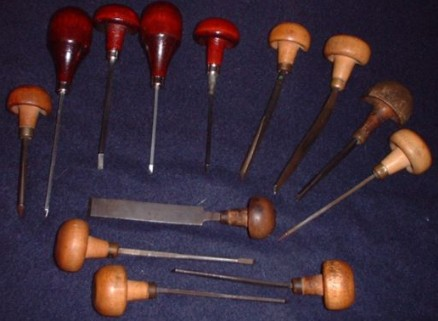
Alcuni tipi di bulino

Il bulino o punzone è sia un sottile scalpello che un punteruolo, con la punta in acciaio, utilizzato per la punzonatura e per particolari incisioni, sia la tecnica di incisione, normalmente una lastra calcografica, realizzata con tale strumento.

## Storia
Al di là dei generici manufatti litici più o meno appuntiti, diffusi a partire dal Paleolitico superiore per incidere e che si ottenevano asportando lamelle da una scheggia di pietra, le prime manifestazioni artistiche incisorie propriamente dette risalgono ad un periodo prossimo ai primi del Quattrocento nelle botteghe degli orafi fiammingo-renani, visto che è noto un documento di copia a penna di una Passione eseguita col bulino nel 1441. Tra gli autori delle stampe a bulino olandesi si distinsero il cosiddetto Maestro del Calvario ed il Maestro della Morte di Maria, autore di una Scena di battaglia, mentre francesi furono il Maestro di Balaam ed il Maestro del Giardino d'Amore ed infine una terza corrente fondamentale fu quella germanica che produsse opere di raffinata qualità artistica, ben rappresentata dal Maestro delle Carte da gioco, che operò a Costanza verso la metà del XV secolo caratterizzandosi con tratti sottili e armoniosi, e dal Maestro E.S. che diede il la al sentimento pittorico nell'incisione a bulino. Il maestro per eccellenza però fu Martin Schongauer (1430-1491), nato in una famiglia di orefici, che dettò le regole della disciplina con le tavole intitolate Morte della Vergine, Salita al Calvario e il Blasone. Schongauer si mise in luce per la coerenza dell'insieme e per il modellato ricco di tagli e controtagli.
In Italia la prima incisione a bulino risale al 1461 e tra i primi artisti del bulino si annoverarono il Pollaiolo e il Mantegna, del quale si conoscono ben sette tavole, tra cui una Madonna e due Baccanali considerate tra le più alte espressioni del Rinascimento. Ad Albrecht Dürer spettò il compito di esprimere al meglio le possibilità offerte da questa tecnica, compiendo una sintesi delle tendenze nordiche e italiche.
Nel Cinquecento i ritmi e le regole dell'arte del bulino furono dettati dalla scuola di Fontainebleau e da quella dei Manieristi fiorentini. Se nel Seicento il bulino venne accostato all'acquaforte ed il classicismo all'accademismo dominante, nel Settecento si lanciò la moda delle stampine galanti e del virtuosismo. Dall'Ottocento il bulino subì la diffusione della litografia, e divenne arte di rari cultori, tra i quali si segnalarono Luigi Calamatta e Pieter Dupont.

## Tipi

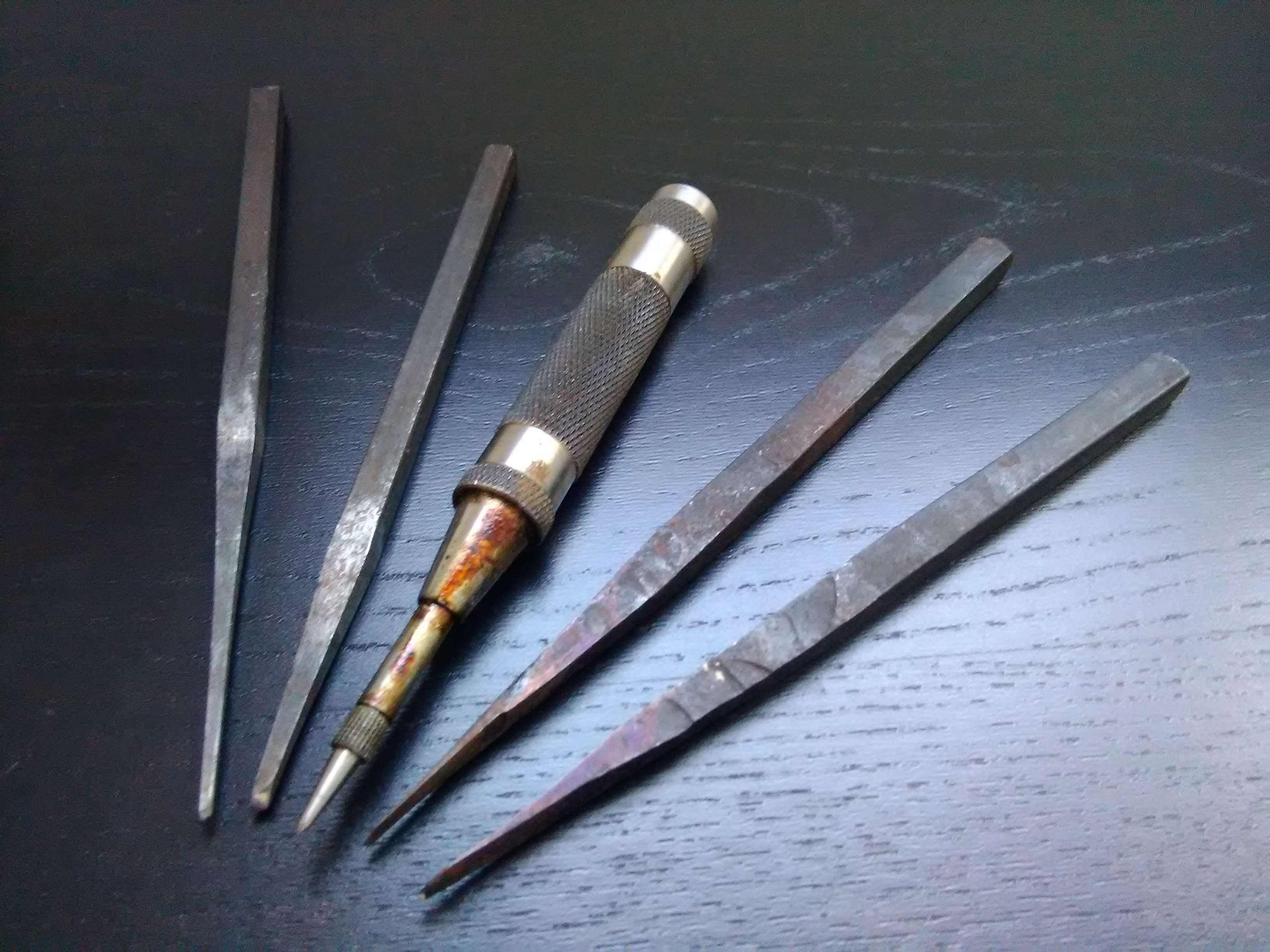
Bulino/punzone a punte intercambiabili

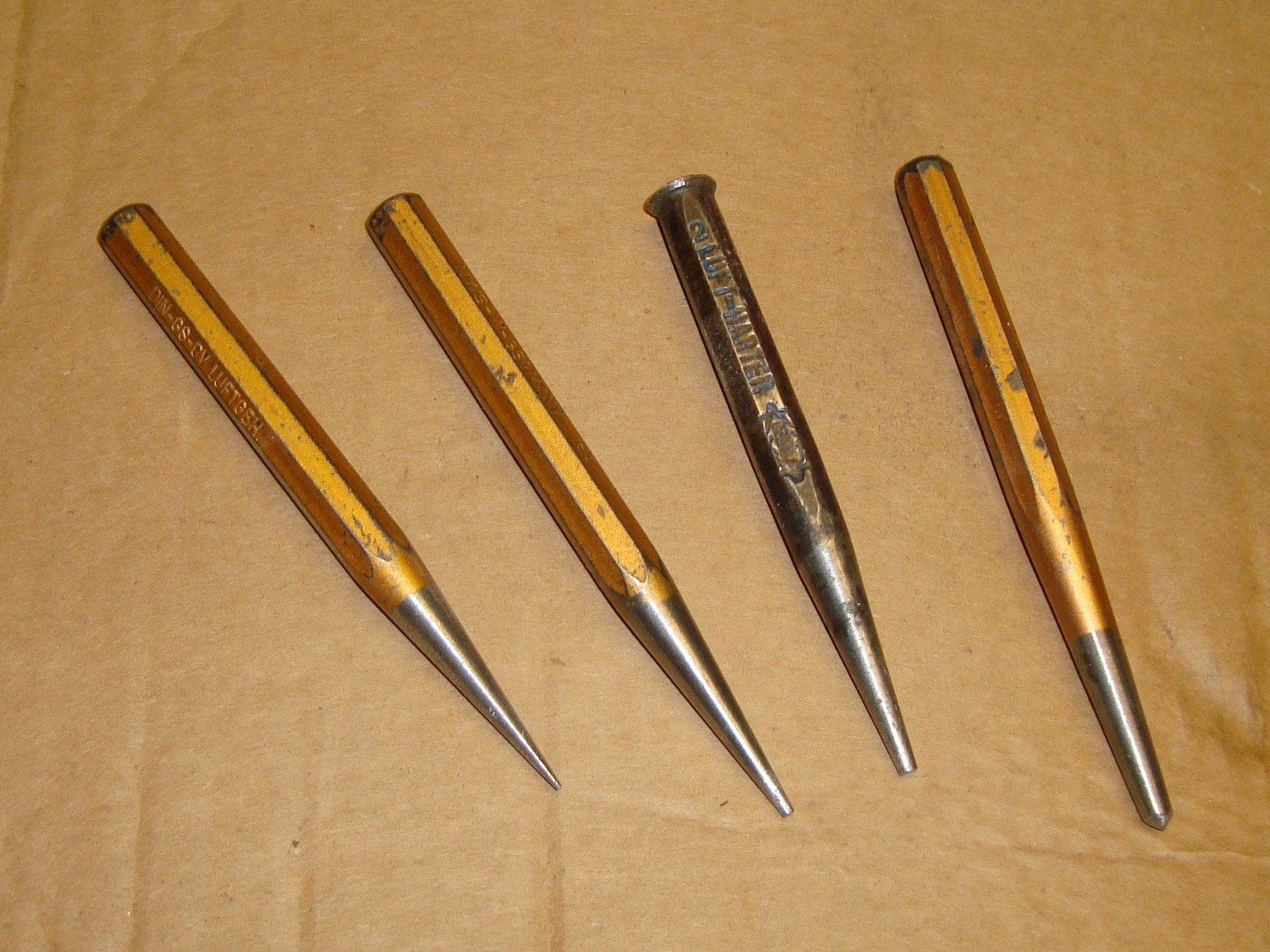
Punzoni di varia natura

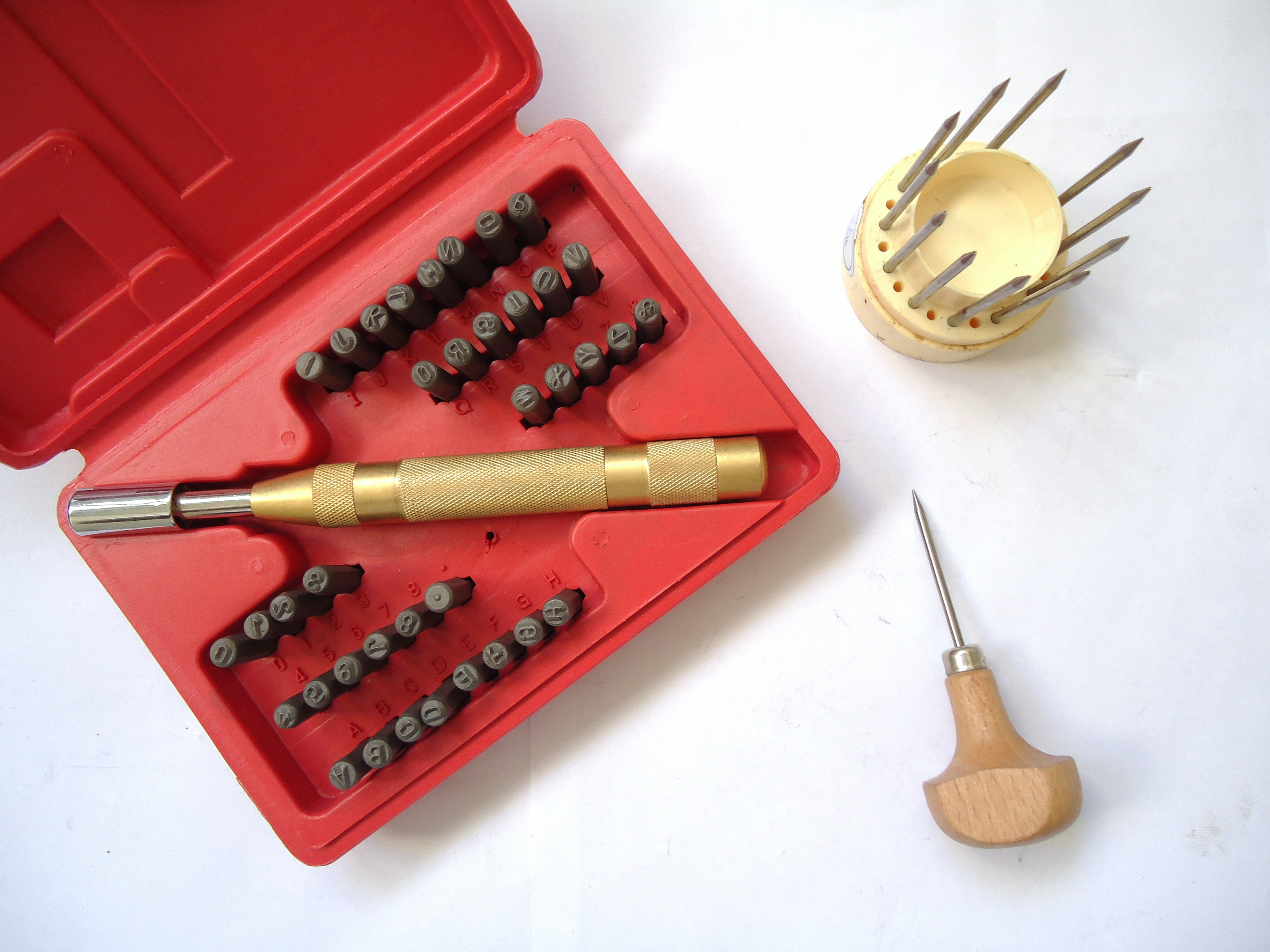
Punzone per scrittura e bulino di foratura/centraggio

A seconda delle necessità di incisione, la punta può avere forma ad angolo (più o meno acuto) o semicircolare. Molti bulini sono realizzati in modo tale che lo stesso manico possa supportare diverse punte.
Il "bulino" viene affilato con la mola.
Nell'ambito dell'incastonatura di pietre preziose vengono utilizzati:
- bulino a mandorla (con sezione ovale con punte allungate), mezzo tondo (con sezione 1/2 sfera), piano (con sezione quadrata), piano rigato (come il piano ma con la parte tagliente attraversata da righe). Viene utilizzato dagli incastonatori sia per intagliare il metallo e sia per una particolare incastonatura detta "a baffetto", "a squarcio lucido" (tipo punti luce con giro lucido intorno alla pietra);
- bulino mezzo tondo, viene utilizzato nei pavé per spostare il metallo degli angoli sulle pietre da bloccare (incastonare);
- bulino piano, viene utilizzato per spaccare le varie parti di metallo create in precedenza con il bulino a mandorla da spostare sulle pietre e quindi bloccarle (incastonare);
- bulino piano rigato, viene usato più in particolare dagli incisori, vengono creati tanti righi fitti sul metallo prezioso con un effetto setato che viene usato come base per le incisioni.

L'incisione con bulino non prevede la morsura con acidi per scavare il solco della lastra, il quale è ottenuto soltanto tramite l'azione dello scalpello che, asportando il metallo dai contrografismi, conferisce alla stampa un segno netto e preciso.

## Incisori e artisti del bulino

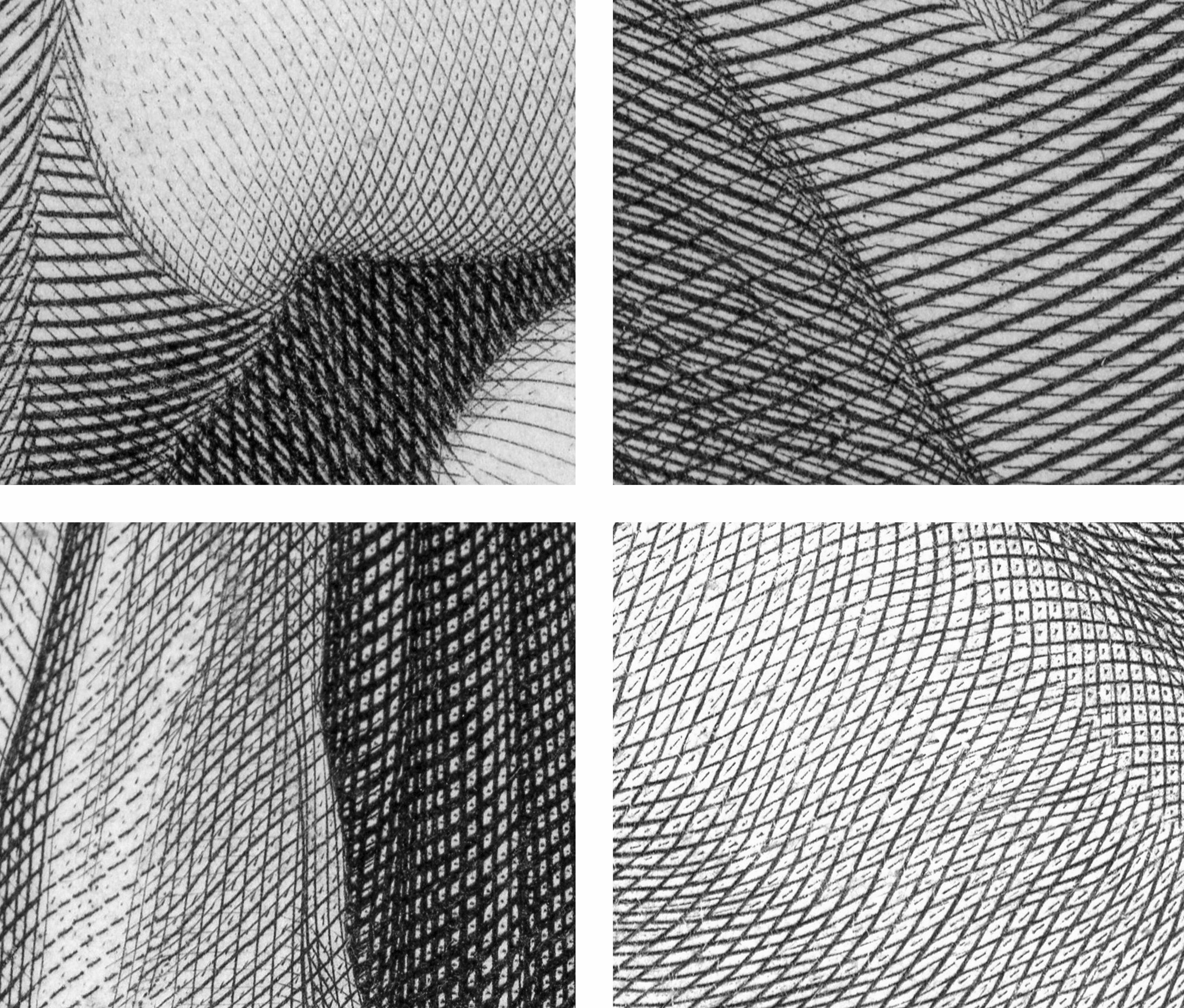
Particolari ingranditi cinque volte di un’incisione a bulino.

- Charles-Alphonse-Paul Bellay
- Agostino Carracci
- Trento Cionini
- Correggio
- Albrecht Dürer
- Giuseppe Longhi
- Andrea Mantegna
- Raffaello Morghen
- Giovan Battista Piranesi
- Marcantonio Raimondi
- Cristofano Robétta
- Giambattista Tiepolo
- Agostino Veneziano
- Paolo Veronese
- Giuseppe Enzo Baglioni

## Xilografia
Nel XVIII secolo l'uso dei bulini venne introdotto nell'incisione xilografica; tale innovazione si deve a Thomas Bewick che rinnovò l'arte dell'incisione su legno utilizzando la tavola da incidere nel senso perpendicolare alla sua vena, cioè di testa. Fino ad allora le incisioni si effettuavano su tavole di legno lavorando parallelamente alle fibre, utilizzando le sgorbie e, per i dettagli, dei coltellini molto affilati. Ancora oggi le due tecniche sono distinte in incisione di testa e incisione di filo.